# Друга бригада Друге оперативне зоне НОВ и ПО Хрватске
Друга (мославачка) ударна бригада Друге оперативне зоне НОВ и ПО Хрватске формирана је 21. септембра 1943. године у шуми Гарић Мославачкој гори од бораца из састава Мославачког НОП одреда. Имала је 4 батљона са око 700 бораца, док је средином децембра имала 1137 бораца.

## Борбени пут бригаде
Бригада је 27. септембра напала немачко-домобранску посаду у Врбовцу код Крижеваца и домобранску стражу у Ђуришићу, где је заробила 57 домобрана и 4 жандарма, уништила творничка постројења и запленила око 200 кола сухомеснатих производа. Дана 8. октобра безуспешно је напала Нарту, а 24. октобра између Шумећана и Дабаца код Иванић-Града напала је из заседе немачку и домобранско-оружничку колону и нанела јој знатне губитке. Почетком новембра пребачена је на Калник где је 6/7. новембра обезбеђивала напад јединица Друге оперативне зоне Хрватске и 28. дивизије НОВЈ на Копривницу спречавајући продор усташких и немачких снага из Крижеваца. Код Клоштра близу Крижеваца, беигада је 10. новембра водила жестоке борбе против делова немачке 187. резервне дивизије. После повратка у Мославину, бригада је са деловима Мославачког НОП одреда, после дводневних борби, заузела 29. новембра Чазму. Непријатељ је том приликом имао око 700 погинулих и рањених и 235 заробљених војника. Дана 10. децембра у близини Штефања код Чазме, разбила је домобранско-немачку колону, где је заробљено 36 домобрана, а погинуло је 15 и рањено 5 домобрана и немачких војника. У децембру 1943. и јануару 1944. бригада је три пута порушила железничку пругу између Иванић-Града и Поповаче. Расформирана је 19. јануара 1944. и од њених борца и бораца Мославачког и Бјеловарског НОП одреда формиране су Прва и Друга (мославачка) бригада 33. дивизије 10. корпуса НОВЈ.